# Fedor Rose
Fedor Rose, bis 2025 Ruhose, (* 1982) ist ein deutscher politischer Beamter (SPD). Seit 2024 ist er als Staatssekretär der Chef der Staatskanzlei Rheinland-Pfalz. Zuvor war er von 2021 bis 2024 Staatssekretär im Ministerium für Arbeit, Soziales, Transformation und Digitalisierung Rheinland-Pfalz.

## Leben

### Ausbildung
Rose erlangte im Jahr 2002 die Allgemeine Hochschulreife an der Carl-von-Ossietzky-Schule in Wiesbaden und leistete in den Jahren 2002 und 2003 seinen Zivildienst. Anschließend studierte er von 2003 bis 2007 Volkswirtschaftslehre an der Johann Wolfgang Goethe-Universität Frankfurt am Main und schloss das Studium als Diplom-Volkswirt ab.
Er wurde im Jahr 2023 mit der Arbeit „Rechtspopulismus in der Opposition: die AfD-Fraktion im Bundestag (2017–2021)“ zum Dr. phil. am Institut für Politische Wissenschaft und Soziologie der Rheinischen Friedrich-Wilhelms-Universität Bonn promoviert.

### Laufbahn
Im Jahr 2007 trat Rose als persönlicher Referent des Ministers Hendrik Hering (SPD) im Ministerium für Wirtschaft, Verkehr, Landwirtschaft und Weinbau Rheinland-Pfalz in den öffentlichen Dienst ein. Ab 2009 war er als Referent für Grundsatz- und Koordinierungsaufgaben im Ministerbüro und als stellvertretender Leiter des Ministerbüros im selben Ministerium tätig.
Im Jahr 2011 wechselte er als Geschäftsführer zur SPD-Fraktion im Landtag Rheinland-Pfalz. Nach einiger Zeit bei der Fraktion übernahm er 2013 die Leitung des Ministerbüros im Ministerium für Soziales, Arbeit, Gesundheit und Demografie des Landes Rheinland-Pfalz. Anschließend kehrte Rose 2014 als Geschäftsführer zur Landtagsfraktion der SPD in Rheinland-Pfalz zurück, wo er bis 2021 blieb.
Mit Wirkung vom 18. Mai 2021 wurde Rose unter Minister Alexander Schweitzer (SPD) zum Staatssekretär und Amtschef im Ministerium für Arbeit, Soziales, Transformation und Digitalisierung Rheinland-Pfalz ernannt. Am 29. Juni 2021 übertrug ihm der Ministerrat zudem die Funktion des Beauftragten der Landesregierung für Informationstechnik und Digitalisierung. Er war damit gleichzeitig Chief Information Officer (CIO) sowie Chief Digital Officer (CDO) der Landesregierung.
Am 10. Juli 2024 wurde Fedor Rose mit Amtsantritt des Kabinetts Schweitzer unter Ministerpräsident Alexander Schweitzer als Nachfolger von Fabian Kirsch zum Staatssekretär und Chef der Staatskanzlei Rheinland-Pfalz ernannt. Im Amt des Staatssekretärs im Arbeitsministerium folgte ihm Denis Alt nach.

### Politische Betätigung
Rose ist stellvertretender Vorsitzender des SPD-Ortsvereins Naurod, Policy Fellow beim Berliner Think Tank „Das Progressive Zentrum“ und Mitglied des Kirchenvorstands der Evangelischen Kirchengemeinde Naurod.

## Veröffentlichungen (Auswahl)
- Auf dem Weg zu einer neuen Arbeitskultur. Friedrich-Ebert-Stiftung, Bonn 2004, ISBN 978-3-86498-996-4.
- Die AfD im Deutschen Bundestag: Zum Umgang mit einem neuen politischen Akteur. Springer, Wiesbaden 2019, ISBN 978-3-658-23360-0.
- Die AfD vor der Bundestagswahl 2021: Wirkung – Perspektiven – Strategien. Springer, Wiesbaden 2020, ISBN 978-3-658-31225-1.
- mit Gerd Mielke: Zwischen Selbstaufgabe und Selbstfindung: Wo steht die SPD? Verlag J.H.W. Dietz Nachf., Bonn 2021, ISBN 978-3-8012-0616-1.
- Parlamentsfraktionen: Aufbau – Funktion – Arbeitsweise. Kohlhammer Verlag, Stuttgart 2022, ISBN 978-3-17-041035-0.
- mit Valentina Kerst: Schleichender Blackout: wie wir das digitale Desaster verhindern. Verlag J.H.W. Dietz Nachf., Bonn 2023, ISBN 978-3-8012-0658-1.
- Rechtspopulismus in der Opposition: die AfD-Fraktion im Bundestag (2017–2021). Dissertation, Campus Verlag, Frankfurt am Main 2023, ISBN 978-3-593-51724-7.